# Coadout
Coadout település Franciaországban, Côtes-d’Armor megyében. Lakosainak száma 538 fő (2022. január 1.). Coadout Bourbriac, Grâces, Moustéru, Ploumagoar és Saint-Adrien községekkel határos.

## Népesség
A település népességének változása:
| Lakosok száma | 331  | 401  | 483  | 518  | 570  | 577  | 580  | 582  | 567  | 538  |
|               | 1968 | 1982 | 1990 | 2006 | 2013 | 2015 | 2017 | 2019 | 2020 | 2022 |